# Centaure de Royos

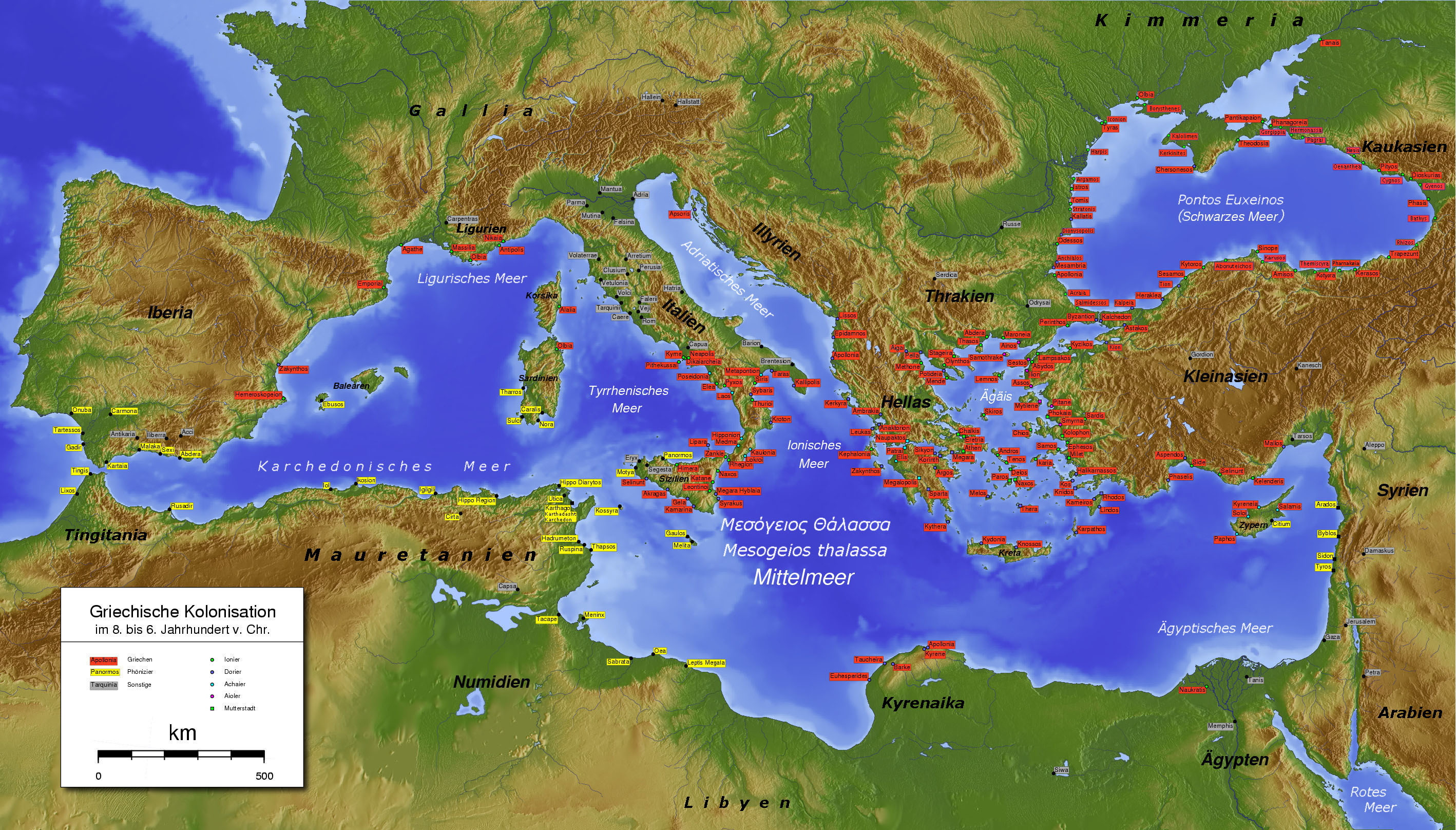
Ciutats i colònies gregues al 550 ae

El centaure de Royos és una petita estatueta de bronze datada de l'any 550 ae, que fou elaborada en els tallers de la regió del Peloponés en l'Antiga Grècia.

## Troballa
Encara que la seua procedència és grega, la estatueta fou trobada a Els Royos, una pedania de Caravaca de la Cruz, regió de Múrcia (estat espanyol) i podria haver estat una peça adquirida per antics habitants de la península Ibèrica mitjançant intercanvis comercials.

## Descripció i simbologia
La peça és un exvot, i representa la figura d'un centaure arcaic amb les cames davanteres d'un humà.

## Característiques
- Estil: grec, procedent dels tallers peloponèsics.
- Tècnica: fosa a la cera perduda.
- Material: bronze.
- Alçada: 11,2 cm.
- Longitud: 10,8 cm.

## Conservació
La peça s'exposa de manera permanent en el Museu Arqueològic Nacional, a Madrid, amb el núm. d'inventari 18563.